# Alina Böhm
Alina Böhm (Böbingen an der Rems, 14 de junio de 1998) es una deportista alemana que compite en judo.
Ganó tres medallas en el Campeonato Europeo de Judo entre los años 2022 y 2024, en la categoría de –78 kg.

## Palmarés internacional
| Campeonato Europeo | Campeonato Europeo    | Campeonato Europeo | Campeonato Europeo |
| Año                | Lugar                 | Medalla            | Categoría          |
| ------------------ | --------------------- | ------------------ | ------------------ |
| 2022               | Sofía (Bulgaria)      | Medalla de oro     | –78 kg             |
| 2023               | Montpellier (Francia) | Medalla de oro     | –78 kg             |
| 2024               | Zagreb (Croacia)      | Medalla de bronce  | –78 kg             |